# 섀플리-소여 집중도 분류
섀플리-소여 집중도 분류(Shapley–Sawyer Concentration Class)는 구상성단의 밀집 정도에 따라 12단계로 구상성단을 분류한 것이다. 메시에 75처럼 집중도가 높으면 1등급(Class I), 팔로마 12처럼 헐거우면 12등급(Class XII)으로 분류된다. 즉 집중도가 높을수록 숫자가 작다.
1927년 ~ 1929년에 할로 섀플리와 헬렌 소여 호그가 개발한 분류법이기에 "섀플리-소여 집중도 분류"라 한다.
| 등급 | 설명                               | 예시 |
| ---- | ---------------------------------- | ---- |
| I    | 중심을 향한 높은 집중도            |      |
| II   | 빽빽한 중심 집중도                 |      |
| III  | 중심의 별들의 핵이 두드러짐        |      |
| IV   | 중간 정도로 높은 집중도            |      |
| V    | 중간 정도의 집중도                 |      |
| VI   | 중간 정도                          |      |
| VII  | 중간 정도                          |      |
| VIII | 중심을 향하나 집중도가 다소 떨어짐 |      |
| IX   | 중심을 향하나 헐거움               |      |
| X    | 헐거움                             |      |
| XI   | 매우 헐거움                        |      |
| XII  | 중심을 향한 집중도가 거의 없음     |      |